# 쇼핑 리스트

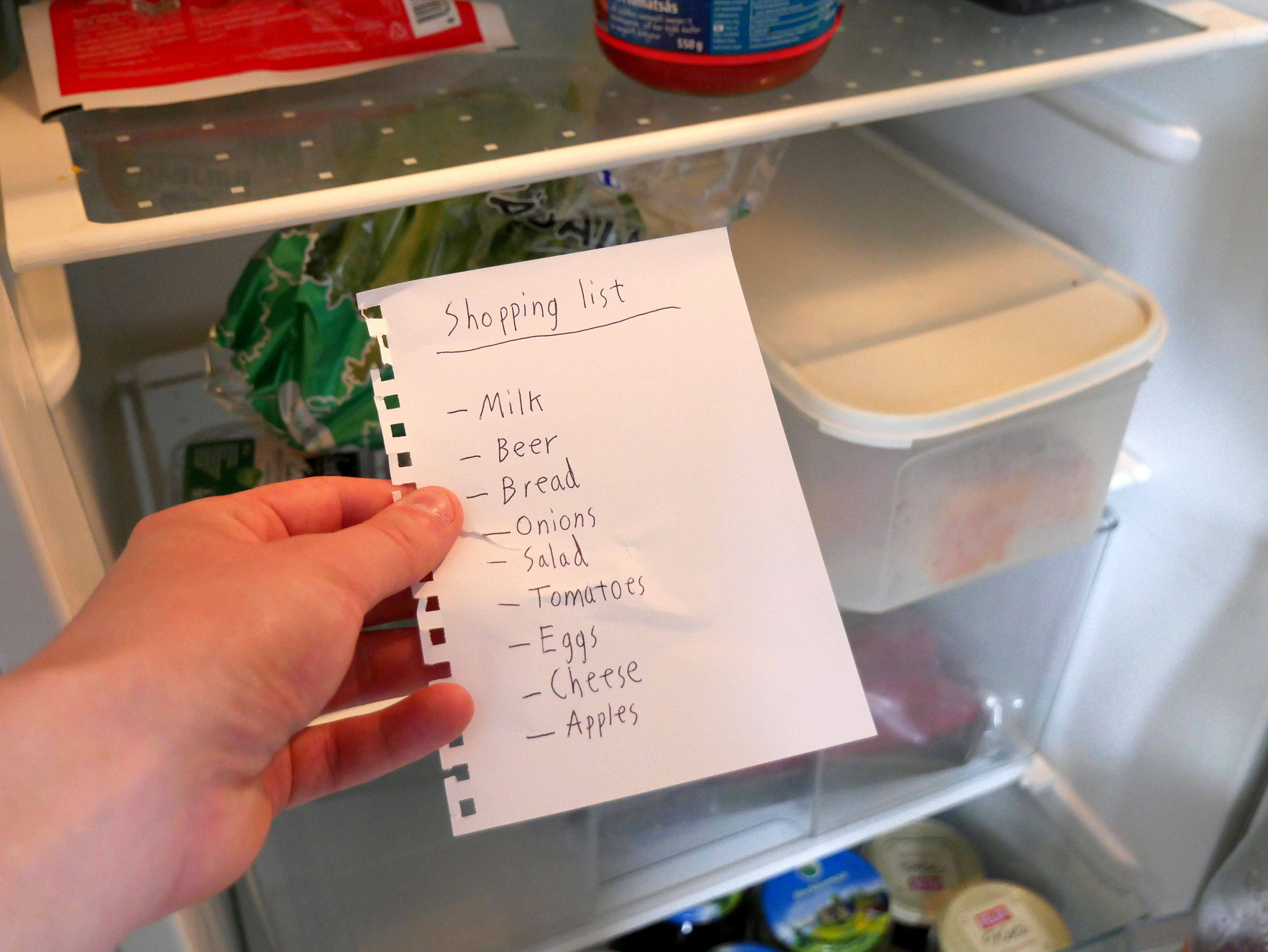

쇼핑 리스트(Shopping list), 구입 품목 목록, 쇼핑 목록은 쇼핑객이 구매해야 하는 품목의 목록이다. 소비자는 종종 다음에 식료품점을 방문할 때 구매할 식료품 쇼핑 리스트(식료품 목록)을 작성한다. 고대 로마 시대와 성경 시대의 쇼핑 리스트가 남아 있다.
쇼핑 리스트 자체는 단순히 종이 조각일 수도 있고 좀 더 정교한 것일 수도 있다. 집, 일반적으로 냉장고에 증분 목록을 보관할 수 있는 자석이 있는 패드가 있지만 종이 조각이 포함된 자석 클립을 사용하면 동일한 결과를 얻을 수 있다. 쇼핑 리스트에 사용하기 위해 롤에서 종이 조각을 배출하는 특정 장치도 있다. 일부 장바구니에는 쇼핑 리스트를 넣을 수 있는 작은 클립보드가 함께 제공된다.

## 같이 보기
- 체크리스트
- 시간 관리